# Hillehorn
Das Hillehorn ist ein Gipfel nördlich des Monte Leone im Kanton Wallis, Schweiz. Er weist eine Höhe von 3181 m ü. M. auf und befindet sich wenige Meter abseits der Grenze Schweiz-Italien auf dem Gemeindegebiet von Grengiols. An seiner Nordflanke fliesst der Mättitalgletscher ins Mättital. Auf dem Gipfelplateau östlicher Seite befindet sich der Hillegletscher. Das Hillehorn ist ein markanter Gipfel, welcher sich zusammen mit dem Bortelhorn vom Mittelwallis Richtung Brig schauend von seiner schönsten Seite zeigt.

## Gebirgsgruppe
Der Berg befindet sich in der Monte-Leone-Blinnenhorn-Gruppe der Walliser Alpen, die hier jedoch separat als Leone-Gruppe ausgewiesen ist.

Gelegentlich wird das Hillehorn auch als doppelgipfliges Felsmassiv beschrieben, welches teilweise in der italienischen Provinz Novara liegt.

## Besteigung
Erstmals wurde das Hillehorn nachweislich 1890 von A. Seiler mit A. Supersaxo bestiegen.

Da die Besteigung relativ anspruchsvoll ist, geschieht es eher selten. Im Sommer geht man normalerweise zunächst zur Punta Mottiscia, die man von der Bocca Mottiscia (2924 m) aus über den Grat erreicht. Die Bocca Mottiscia wird von Norden über den Steinungletscher oder von Süden (ohne Gletscherberührung) gewonnen. Von der Punta Mottiscia umgeht man das Hillehorn östlich, um dann über den ausgesetzten Nordgrat zu klettern. Im Winter wird mit Ski gelegentlich das steile Couloir erstiegen und befahren, das von Norden in den Sattel zwischen Hillehorn und Punta Mottiscia führt.

## Nachweis
1. 1 2 3 4  Ernst Höhne: Knaurs Lexikon für Bergfreunde / Die Alpen zwischen Matterhorn und Bodensee. Droemer Knaur, München 1987, ISBN 3-426-26223-1, S. 144.